# Jay Karnes
Jay Karnes (Omaha, Nebraska, 27 de junho de 1963) é um ator estadunidense mais conhecido por seu papel como detetive Holland "Dutch" Wagenbach na série de televisão The Shield.
Karnes é casado com a atriz Julia Campbell e o casal tem dois filhos. Ele é um libertário.